# New Washoe City (Nevada)
New Washoe City – obszar niemunicypalny w Stanach Zjednoczonych w hrabstwie Washoe w stanie Nevada. Położony w Dolinie Washoe w południowej części hrabstwa Washoe, pomiędzy miejscowościami Reno oraz Carson City, na wschód od rzeki Washoe. Obszar należy do obszaru metropolitalnego Reno-Sparks. Według spisu z 1990 roku New Washoe City zamieszkiwało 2875 mieszkańców.  Obszar nie był zaliczany do census-designated place w roku 2000, a w roku 2010 został ujęty w spisie jako Washoe Valley z populacją 3019 mieszkańców.
Obszar został sztucznie utworzony w roku 1961. Ceny działek wynosiły 1500 $, w tym 35 $ zaliczki oraz 35 $ miesięcznego czynszu.